# Skala frygijska kościelna
Skala frygijska kościelna – siedmiostopniowa skala muzyczna wypracowana w średniowieczu w celach sakralnych. Skala współcześnie jest używana w muzyce jazzowej.